# 發粉

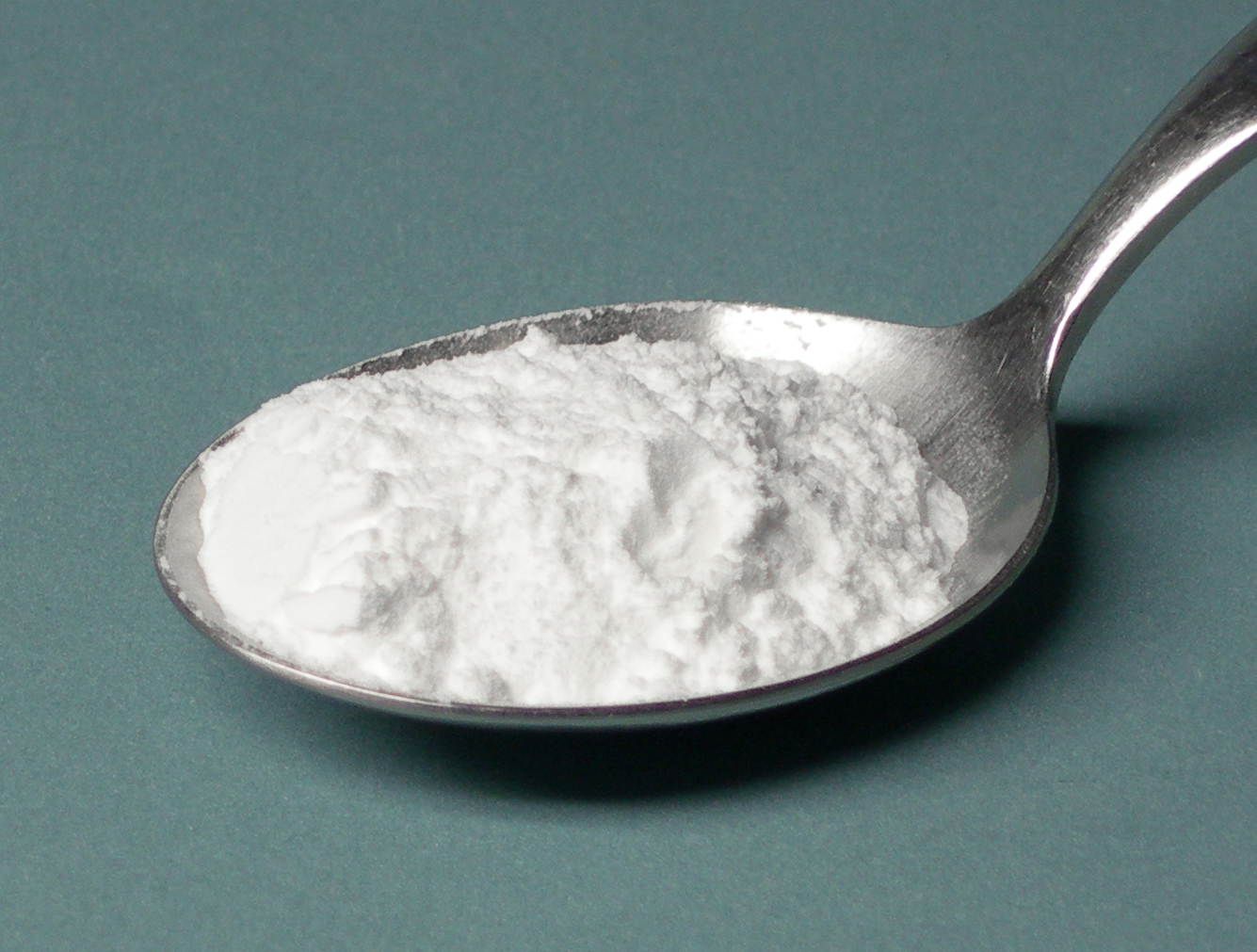

复配膨松剂（英语：baking powder），又称發粉、泡打粉、发酵粉、发泡粉，是一种以碳酸盐或者碳酸氢盐加弱酸为主要成分的化学膨松剂，主要作用机制是通过两者的酸碱反应来制造二氧化碳。它是制作以小麦粉为主的烘培食品的常用材料之一。发粉在加工过程中受热产生气体，使食品更加蓬鬆、柔软，常用于速成麵包、油条、曲奇饼、饼干等食品。
发粉含有碱性剂和酸性剂，遇水遇热会发生化学反应生成气体，以达到使食物蓬松的效果。该过程与发酵无关。

## 化学成分和应用

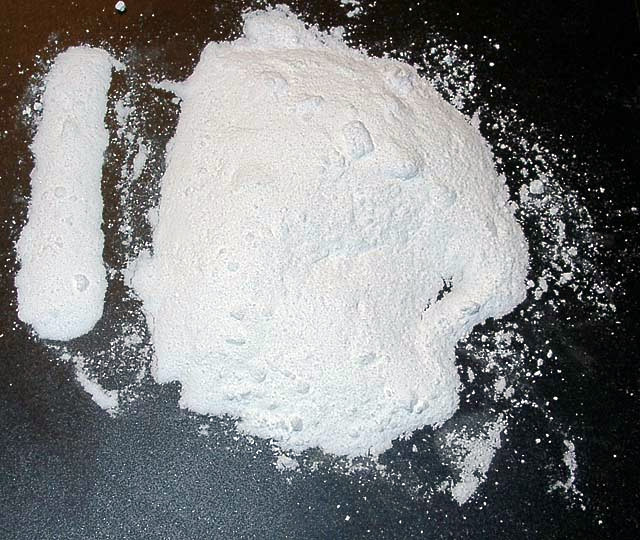
发粉通常为白色粉末状

发粉通常由碱性剂、酸性剂和填充剂复合而成。碱性剂和酸性剂遇水遇热发生化学反应产生二氧化碳等气体，同时两者要达到酸碱平衡。填充剂则主要是为了控制酸碱反应的时间、气体释放量和保持干燥。
- 碱性剂通常是碳酸盐或者碳酸氢盐，如碳酸氢钠(小苏打)。
- 酸性剂通常为硫酸铝钾（明矾）、酒石酸氢钾、酸式焦磷酸钠或者磷酸二氢钙。
- 填充剂通常是淀粉等。

### 明矾的使用
在市面上，发粉产品有多种不同的配方，大多数产品为了营销目的和实际的功效使用明矾作为酸性剂。明矾摄入量过多会对人体造成伤害，主要症状为呕吐、腹泻。同时明矾中也含有铝元素，摄入量过多会抑制人体记忆能力和免疫功能，阻碍神经传导。根据世界卫生组织等国际组织的规定，麵制食品的铝含量必须低于100mg/kg。
无铝发粉，即使用其他不含铝的酸性剂的发粉，是更健康的选择。

## 自發粉
市面有些麵粉已混入發粉出售，稱為自發粉。

## 化学检验方式
通过不同的方式，可以对发粉中的化学成分以及发粉的化学性质进行检验。
为测量发粉可以产生的二氧化碳气体量，需要准备盐酸溶液和置换溶液两种材料。通过将100g氯化钠溶于350mL的水，并添加1g碳酸氢钠和2滴甲基橙指示液，再加盐酸溶液，可以得到检验所需要的置换溶液。
利用相关的测量装置，可以得知在控制变量的情况下发生的二氧化碳的量，由此得出平均单位的气体发生量。
由于铝与乙二胺四乙酸二钠会形成化学反应，生成络合物，当pH值为6时，可以使用二甲酚橙为指示剂，并由此得出发酵粉中的铝元素的数量。